# St. Peter und Paul (Kemmern)

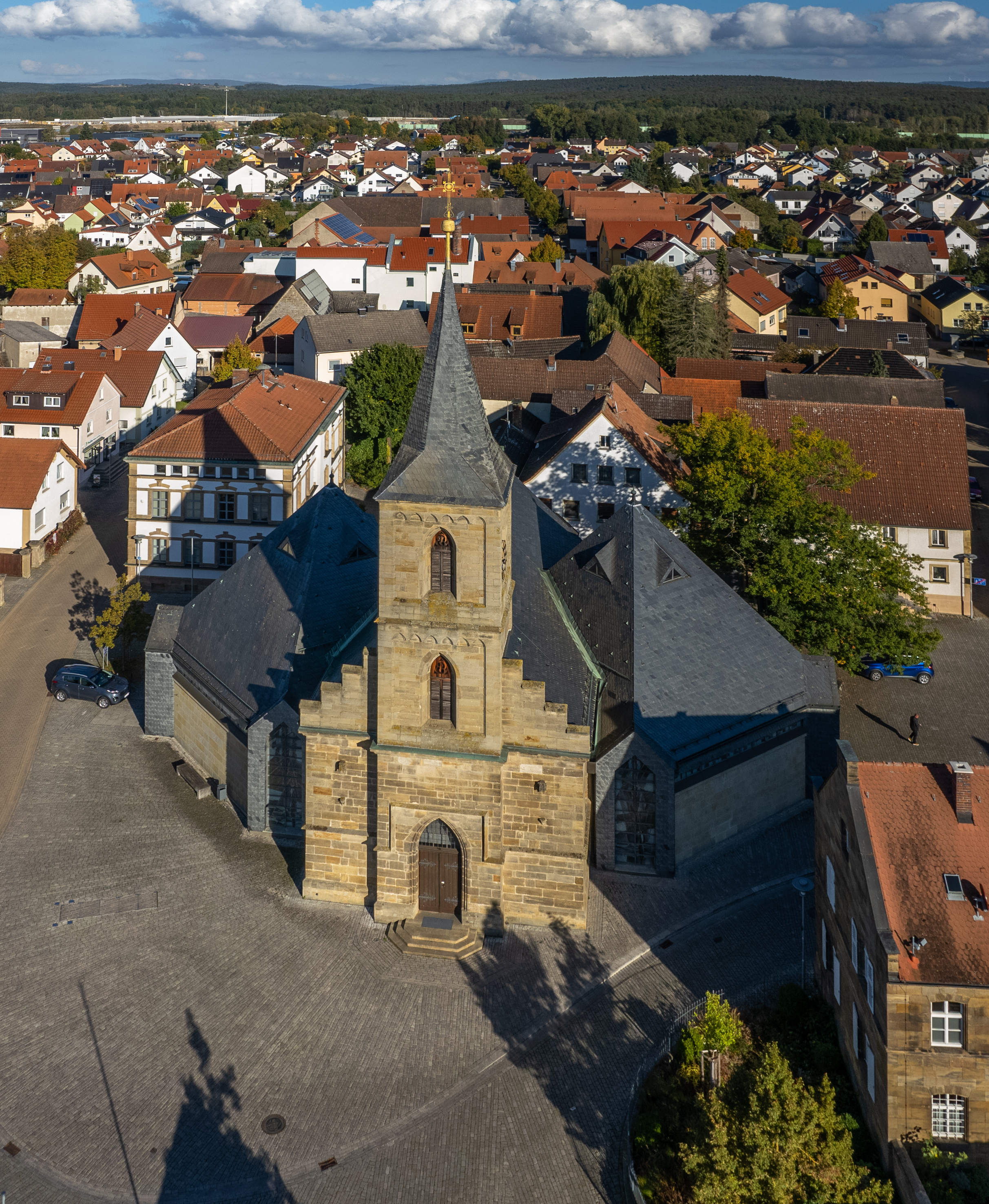
St. Peter und Paul in Kemmern

Die römisch-katholische, denkmalgeschützte Pfarrkirche St. Peter und Paul steht in Kemmern, einer Gemeinde im oberfränkischen Landkreis Bamberg (Bayern). Die erste Kirche entstand im Jahr 1631. Die Pfarrei gehört zum Seelsorgebereich Main-Itz im Dekanat Bamberg des Erzbistums Bamberg.

## Beschreibung

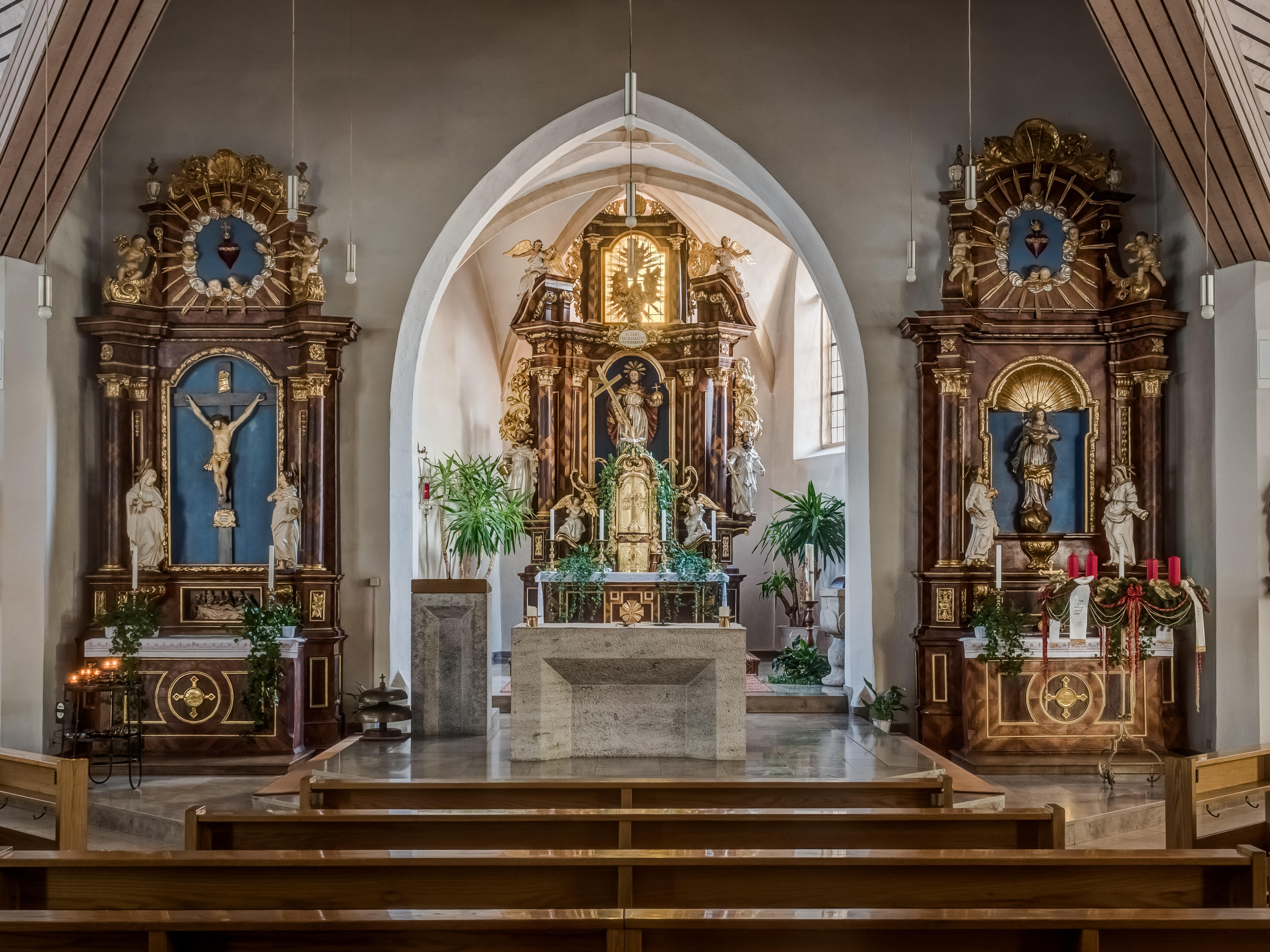
Blick auf den Altarraum

Die Saalkirche bestand zunächst aus einem Langhaus, einem eingezogenen Chor aus einem Joch mit 5/8-Schluss, der mit einem Kreuzrippengewölbe überspannt ist, aus dem 15. Jahrhundert im Osten, dessen Wände von Strebepfeilern gestützt werden, und einer neugotischen Fassade mit dem Kirchturm im Westen, verziert mit einem Staffelgiebel, Bogenfriesen und Lisenen. 1838 erhielt er einen achtseitigen, schiefergedeckten Knickhelm. In den Jahren von 1978 bis 1980 wurde die Saalkirche durch Einfügen eines Querschiffes zur Kreuzkirche erweitert.
Die Orgel mit 22 Registern auf zwei Manualen und Pedal wurde 2013 von Romanus Seifert & Sohn errichtet. Unter den Statuen befindet sich ein heiliger Jakobus, der von Johann Bernhard Kamm stammt.